# Károly Nagy (futbolista nacido en 1936)
Károly Nagy (Budapest, 1936-ibídem, 28 de octubre de 2015) fue un futbolista húngaro que jugaba en la demarcación de extremo derecho.

## Biografía
Debutó como futbolista en la temporada 1957/1958 con el Újpest Budapest FC de la mano del entrenador Sándor Balogh. Su primer partido lo jugó el 30 de marzo de 1957 contra el Budapest Honvéd FC, al que ganó por 2-1. Esa temporada acabó en tercera posición en liga, siguiendo de una séptima y una quinta las dos temporadas siguientes. En 1960 consiguió ganar la Nemzeti Bajnokság I tras superar al Ferencvárosi TC, que quedó en segunda posición. Al año siguiente, y tras quedar segundo en liga, se retiró como futbolista.
Falleció el 28 de octubre de 2015 a los 79 años de edad.

## Clubes
| Club               | País    | Año         | Partidos | Goles |
| ------------------ | ------- | ----------- | -------- | ----- |
| Újpest Budapest FC | Hungría | 1957 - 1961 | 65       | 8     |

## Palmarés

### Campeonatos nacionales
| Título              | Club               | País    | Año  |
| ------------------- | ------------------ | ------- | ---- |
| Nemzeti Bajnokság I | Újpest Budapest FC | Hungría | 1960 |